# Ҩ (кирилиця)
Ҩ, ҩ — кирилична літера, 32-га літера абхазької абетки, утворена від О. Позначає звук [ɥ]. Літера була присутньою ще в першому варіанті абхазької абетки 1862 року. В латиниці її передають як ω, ò, ọ, yu, w, ÿ, в грузинській графіці — як ჳ.